# قرار مجلس الأمن التابع للأمم المتحدة رقم 2501
قرار مجلس الأمن التابع للأمم المتحدة رقم 2501، المتخذ بالإجماع في 16 ديسمبر 2019، بخصوص الأعمال الإرهابية.

## روابط خارجية
- نص القرار في undocs.org